# ヤジロベー
ヤジロベーは、鳥山明の漫画『ドラゴンボール』およびそれを原作とするアニメに登場する架空の人物。アニメの声優は田中真弓。

## 概要
エイジ735生まれ。身長165cm、体重78kg。住所不定。趣味は食うこと、釣り、狩猟、昼寝。好きな食べ物は野豚の丸焼き。好きな乗り物はひろったエアカー。嫌いなものはない。本編では死ぬことが嫌いだと語っている。
出生などは生まれた年以外一切不明であり、狩猟で食料を調達したり、エアカーなどは盗んで生活していた。
3年前に拾った一星球に紐を通し、首からぶら下げていたが、ドラゴンボールの言い伝えは知らなかった。ピッコロ大魔王については「昔話で聞いたことがある」と言い、完全に思い出した際には、悟空にドラゴンボールを押し付けて物陰に隠れ、難を逃れている。

## 人物・性格
悟空に負けず劣らずの大食漢で、悟空でさえ気味悪がって食べようとしなかったシンバルを嬉々として食べる健啖家。
カリン塔に登ってからは、カリン塔に住み着き、カリンや神の使いとして仙豆を届けるなどの目的で悟空たちのもとへ訪れることもある。
登場当初は第22回天下一武道会終了時の孫悟空とほぼ互角に闘い、魔族であるシンバルを倒すほどの実力。第23回天下一武道会に覆面をつけて参加したが、予選でシェン（神）に敗れる。
日本刀の使い手であり、刀は頑丈にできているサイヤ人の戦闘服も斬りベジータを負傷させるほどの切れ味を持っている。戦闘力はベジータ襲来時で970。
性格は面倒くさがりかつ自己中心的であり、地球を守る戦士としての自覚はない。根本が強さというものに興味のない風来坊であり、神殿での修行も仕方がなく行っていた。他の修行者が、その後もサイヤ人襲来まで修行を重ねていたのに対し、神がくれた修行用の重いシャツを脱ぎ捨てて、気ままな狩猟生活を送っていた。気を探る能力は身につけた（大猿に変身したベジータを見て物凄い妖気と発言していた）が、気功波の類を使用するシーンもなく、舞空術も使用できない。
危険な戦いを敬遠したり、ベジータを怒らせた際には命乞いしたりと、臆病な一面もあるが、悟空たちのピンチを何度も救っている。アニメでは、悟空が超神水を探す冒険（アニメオリジナル）にアクシデントで同行する羽目になり、途中で崖から落ちそうになるが、悟空に命懸けで助けられた。それからは以前よりも悟空に信頼を置くようになった。

## 声と声優
悟空の親友であるクリリンとは声が似ており、作品内でも悟空は「ヤジロベーの声、殺されたクリリンとよく似てるな」と発言している、テレビアニメでは声優をクリリンと同じ田中が担当し、さらにクリリンとの演じ分けを行うため、名古屋弁のような話し方をする。
ヤジロベー初登場時はクリリンが死亡しており、「田中さんの声が聞けなくなってしまうのはさみしい」という理由で鳥山がヤジロベー役を頼んだ。また、七條敬三は原作の台詞から「クリリン役をやっている田中真弓さんにお願いした」と証言している。田中は当初アニメスタッフから「ヤジロベーとクリリンは同じ芝居でいい」と言われていたが、別人を演じる以上同じ芝居をやるわけにはいかないということで、クリリンとの差別化のために名古屋弁を演じることになった。

## 略歴
- エイジ735 - 誕生。
- エイジ753 - 朝食の巨大焼き魚を勝手に食べた悟空を襲い、ドラゴンボールの一星球を持っていたためにピッコロ大魔王の部下であるタンバリンの仲間と勘違いされるが、互角以上の戦いを見せる。その直後、ドラゴンボールを奪いに来たシンバルを倒し、丸焼きにして食べる。その後ピッコロ大魔王自らが目の前に現れ、ヤジロベーは身の保身を図るために一星球を悟空に渡し逃走。悟空がピッコロ大魔王に敗れた後は「仙豆という食い物を食べさせてやる」という約束で悟空をカリン塔まで連れて行く。悟空を担いでカリン塔を登ったヤジロベーをカリンは「こやつもまたとんでもない奴」と讃えた。以後カリン塔に住み着く。再戦の末ピッコロ大魔王を撃破した悟空が空から落下した際には、地表激突寸前に救助して、カリン塔に連れ帰った。
- エイジ756 - 第23回天下一武道会に参加。正体を隠すため覆面を被り予選最終戦まで勝ち進むが、シェン（正体は地球の神）に敗れる。第4試合時には観客席に姿を見せ、ヤムチャがシェンに敗れることを予見していた。決勝戦後、マジュニア（ピッコロ）との闘いで消耗した悟空に仙豆を与える。
- エイジ761 - サイヤ人襲来に備え、神様の元で修行を行うことをクリリンに伝え[注 2]、自身も神の神殿で修行する。
- エイジ762 11月3日 - ベジータとナッパが襲来。当初は戦いの場には姿を見せず、悟空とベジータの一騎討ちを影から見守っていた[注 3]。大猿に変身したベジータの尾を刀で切り落として元に戻したり、尻尾が再生した孫悟飯の大猿化を防ごうとしたベジータを後ろから斬りつけると、悟空たちの窮地を救っていったが、ベジータが襲いかかってきた際には命乞いを行い、殴り飛ばされたところで悟飯が大猿に変身し、命拾いする。戦い終えた後、ピッコロではなく、ヤジロベーが生き残ったことでブルマを落胆させる[注 4]。病院においては孫親子やクリリンと違い、軽傷だったことから入院することはなかった[注 5]。それから一か月後、出来上がった仙豆を手に病院を訪れ、悟空に仙豆を与えて回復させた。
- エイジ763 - アニメオリジナルのガーリックJr.編では、カリン塔にいたためアクアミストによる魔族化を免れるが、戦闘には携わらずマロンの相手をしていた。
- エイジ767 5月12日 - 人造人間と戦う悟空たちに仙豆を届ける。その後、人造人間19号と20号の攻撃により乗ってきたスカイカーを爆破され、悟飯に救助された後、ブルマとともに人造人間を見に行く。アニメではこの際、赤ん坊のトランクスをあやしてブルマから「良いパパになれる」と意外な家庭的ぶりを褒められている。

トランクスのいた次元の未来での生死は原作では言及されておらず、アニメ『Z』第164話、『改』第82話では人造人間17号、18号との戦いでヤジロベーが気功波で体を貫かれる映像が映されていたが、アニメ『超』でギリギリのところでカリンが最後の仙豆を食べさせてくれたことで生き延びていたことが判明した。
- エイジ774 - この頃になると、口ひげを生やすようになった。魔人ブウ事件においては天界には避難せず、カリン塔に残った。アニメでは悟空の元気玉に元気を送る場面が描かれていた。

## 劇場版での活躍
劇場版第7作目『超サイヤ人だ孫悟空』において初登場。同作では、スラッグ軍団との闘いで消耗した悟空たちに仙豆を与える。
劇場版第8作目『とびっきりの最強対最強』では、途中からカリン塔を登ったため、塔を登りなおすことになった悟飯に持っていた仙豆を渡す。この時、悟飯におまけとして与えた一粒の仙豆が悟空の回復に使われた。
劇場版第9作目『激突!!100億パワーの戦士たち』では、ブルマの口車に乗せられ悟空たちとともに新ナメック星へ向かう。しかしそこにいたメタルクウラの配下であるロボット兵に捕獲され、ビッグゲテスターに処分されることになる。この時誘導ロボットを殴ったため、「元気のいい人間」として一番に回転鋸で切られそうになるが、悟空たちの活躍によりビッグゲテスターの機能が停止し助かる。

## ドラゴンボール超
第43話から登場。口ひげはなくなっていた（『Vジャンプ』連載の漫画版では口ひげを生やしたまま）。「遅発性乱気症」を発症した悟空が瞬間移動の失敗で突然カリン塔の頂上に来たため、カリンと共に唖然としていた。
“未来”トランクス編で悟空が仙豆を取りに来た際はカリンと共にリンボーダンスに興じていた。同篇では56話より未来世界のヤジロベーが登場。トランクスには上述の人造人間事件で戦死したと思われていたが、自分よりもヤジロベーの身を優先したカリンに与えられた最後の仙豆で生き延びていたことが判明。レジスタンスのもとにいるが、戦闘の時はいつも隠れていて食事の時だけ現れている。未来世界で過去の世界の悟空やベジータと再会し、彼らがゴクウブラックとザマスとの戦いで戦闘不能に陥った際は、マイたちと共に救出活動を行った。最終的に悟空たち以外の未来世界の住人共々世界そのものと一体化したザマスによって殺された。漫画版では未来世界のヤジロベーは登場しない。
宇宙サバイバル編ではチーム対抗の武道大会「力の大会」前の修行の一環としてカリン塔を訪れた亀仙人の萬國驚天掌の実験台にされた。

## ドラゴンボールGT
- エイジ790（55歳） - 究極のドラゴンボールによる地球爆発の際、キビト神の瞬間移動でツフル星へ移動するシーンで登場。

## ゲームでの登場
RPG『ドラゴンボール 大魔王復活』『ドラゴンボールZ 強襲!サイヤ人』『ドラゴンボールZIII 烈戦人造人間』『ドラゴンボールZ 超サイヤ伝説』ではお助けカードとして登場。刀で相手を攻撃してくれる。特に『強襲!サイヤ人』『超サイヤ伝説』では大猿化したサイヤ人を元に戻す効果がある。
格闘ゲームでは『ドラゴンボールZ Sparking! NEO』にてプレイヤーキャラクターとして初参戦。舞空術を習得していないため、空を飛んでいると次第に下降し、地面に落下するようになっている。また、仙豆を使って体力を全回復させることも可能。
『ドラゴンボールZ カカロット』ではサバイバル中の悟飯と会っており、ブルマから悟飯を連れて帰るように頼まれて来ていたが「悟飯を連れ帰ったらピッコロに殺される」と言っており、悟飯には狩りの仕方を教えた。また、ベジータ戦では大猿となったベジータの尻尾を斬り落とした時に刀を落として逃走しており、ベジータを後ろから斬りつけたりはしなかった。なお、悟空からカリンのところになぜずっと住んでいるのかと聞かれ、「他に行くところがないから」と答えている。

## 補足
- 声を担当した田中真弓はヤジロベーを初めて見た際「ごついやつ」のイメージを持ち、カリン塔にいるのは何かの伏線ではと思ったという[7]。
- ジャンプ・コミックスを並べるとキャラクターの1枚絵が完成する背表紙に2回登場したことがあり、鳥山はこれを読者に指摘され謝罪のコメントを載せた[11]。2009年より刊行された新カバー版では1枚絵が新規に描き下ろされ、ヤジロベーの登場は1回となったが、このコメントは残されている。